# Believe in Him
Believe in Him es un álbum góspel hecho por el cantante country Johnny Cash en 1986 bajo el sello disquero Word Records. El disco presenta arreglos e instrumentos clásicos en el estilo góspel y la canción "Belshazzar" había sido previamente grabada cuando Cash pertenecía al sello Sun Records.

## Canciones
1. Believe in Him – 3:25
2. Another Wide River to Cross - 2:25
3. God Ain't No Stained Glass Window – 3:07
4. Over There – 3:12
5. The Old Rugged Cross (con Jessi Colter) - 2:25
6. My Children Walk in Truth – 2:39
7. You're Driftin' Away – 1:35
8. Belshazzar – 2:51
9. Half a Mile a Day – 3:21
10. One of These Days I'm Gonna Sit Down and Talk to Paul – 3:04

## Personal
- Johnny Cash - Vocalista y Guitarra